# Викриття Ісусом Христом фарисеїв
Викриття́ Ісу́сом Христо́м фарисе́їв — це Біблійна історія яка описується у Мф. 12:22-37,12:46-50, Мк. 3:20—35 і Лк. 11:14—23,8:19—21.

## У Євангелії
Фарисеї — зібралися на раду, як би погубити Ісуса Христа. Але Спаситель, дізнавшись про це, пішов звідти. За Ним пішло багато людей, і Він, з милосердя Свого, зцілив усіх хворих.
Коли Спаситель і учні Його зайшли в один дім, то там зібралось стільки народу, що неможливо було нагодувати стількох людей.
Тоді привели до Спасителя біснуватого — сліпого і німого. Господь зцілив його, так що сліпий і німий став говорити і бачити.
Всі дивувалися і казали: «Чи не Цей є Христос, син Давидів?»
Почувши такі слова у народі, фарисеї озлоблено стали казати: «Він виганяє бісів не інакше, як силою Вельзевула (диявола, сатани), князя бісівського».
Тоді Ісус Христос почав говорити притчами: «Як може сатана виганяти сатану? Якщо царство розділиться само в собі, не може встояти царство те. Ніхто, ввійшовши в дім сильного, не може пограбувати речей його, якщо раніш не зв'яже сильного, і тоді розграбує дім його. І якщо сатана повстав сам на себе і розділився, не може встояти, прийшов кінець його. Коли ж Я Духом Божим виганяю бісів, то настало для вас Царство Боже.
Тому істинно кажу вам: усякий гріх і хула простяться людям, але на Духа (Святого) хула не проститься людям… ні в цьому житті, ні в майбутньому».
Боже милосердя безмежне, і, якщо людина усвідомлює свій гріх та кається, то нема такого гріха, який переміг би милосердя Боже. Часто бувають гріхи і хула від помилкових думок, які легко омиваються покаянням.
Але хто свідомо, вперто відкидає саме милосердя Боже, що спасає (яке є благодать Святого Духа), той свідомо діла всемогутності Божої називає ділами диявола, у того немає звідки взятися покаянню, а без покаяння нема і не може бути спасіння.
Свята Церква так і визначає: хула на Духа Святого є свідомий, озлоблений спротив істині. «Дух же Святий наставляє на всяку істину» Він є «Дух Істини» — так іменує Його Сам Господь.
Під час цієї бесіди прийшли до Спасителя, Матір Його та брати і стояли за дверима, бо не могли підійти до Нього через велику кількість народу.
Побачивши це фарисеї скористалися з такої нагоди, щоб перервати Його проповідь і викликати недовір'я в народі до Його небесного походження. Вони сказали: «Он Мати Твоя і брати Твої стоять надворі, і бажають говорити з Тобою».
Тоді Ісус Христос захотів ще раз нагадати людям, що Він Син Пресвятої Марії тільки стосовно людської природи, але в той же час Він, од вічності, є Син Божий і прийшов у світ для того, щоб спасти грішний людський рід — виконати волю Отця Свого Небесного. Тому як Йому Самому, так і Його Пречистій Матері і всім віруючим треба передусім чинити волю Отця Небесного. Для цього необхідно вищі вічні духовні обов'язки поставити вище тимчасових, земних.
Господь знав, що Мати Його зберігає в серці Своїм усі Його слова. Вона найуважніша слухачка і виконавиця Його Божественної волі, і ставлячи Її усім за приклад, Він сказав: «Хто Мати Моя і хто брати Мої?» І, показавши рукою на учеників Своїх, сказав: «Ось мати Моя і брати Мої; бо хто творитиме волю Отця Мого Небесного (як чинить її Матір Моя), той брат Мій, і сестра, і мати Моя».

## Текст У Євангелії
|  | І приходять до дому вони. І знову зібралось народу, що вони не могли навіть хліба з'їсти. І коли Його ближчі почули, то вийшли, щоб узяти Його, бо говорено, ніби Він несамовитий. А книжники, що поприходили з Єрусалиму, казали: Має Він Вельзевула, і виганяє демонів силою князя демонів. І, закликавши їх, Він у притчах до них промовляв: Як може сатана сатану виганяти? І коли царство поділиться супроти себе, не може встояти те царство. І коли дім поділиться супроти себе, не може встояти той дім. І коли б сатана сам на себе повстав і поділився, то не зможе встояти він, але згине. Ніхто бо не може вдертись у дім дужого, та й пограбувати добро його, якщо перше не зв'яже дужого, і аж тоді пограбує господу його. Поправді кажу вам, що простяться людським синам усі прогріхи та богозневаги, хоч би як вони богозневажали. Але, хто богозневажить Духа Святого, повіки йому не відпуститься, але гріху вічному він підпадає. Бож казали вони: Він духа нечистого має. І поприходили мати Його та брати Його, і, осторонь ставши, послали до Нього і Його викликали. А народ кругом Нього сидів. І сказали Йому: Ото мати Твоя, і брати Твої, і сестри Твої он про Тебе питаються осторонь. А Він їм відповів і сказав: Хто Моя мати й брати? І поглянув на тих, що круг Нього сиділи, і промовив: Ось мати Моя та браття Мої! Бо хто Божу волю чинитиме, той Мені брат, і сестра, і мати. |

|  | Раз вигонив Він демона, який був німий. І коли демон вийшов, німий заговорив. А народ дивувався. А деякі з них гомоніли: Виганяє Він демонів силою Вельзевула, князя демонів... А інші, випробовуючи, хотіли від Нього ознаки із неба. Він же знав думки їхні, і промовив до них: Кожне царство, само проти себе поділене, запустіє, і дім на дім упаде. А коли й сатана поділився сам супроти себе, як стоятиме царство його? А ви кажете, що Вельзевулом вигоню Я демонів. Коли ж Вельзевулом вигоню Я демонів, то чим виганяють їх ваші сини? Тому вони стануть вам суддями. А коли перстом Божим вигоню Я демонів, то справді прийшло до вас Боже Царство. Коли сильний збройно свій двір стереже, то в безпеці маєток його. Коли ж дужчий від нього його нападе й переможе, то всю зброю йому забере, на яку покладався був той, і роздасть свою здобич. Хто не зо Мною, той проти Мене; і хто не збирає зо Мною, той розкидає! До Нього ж прийшли були мати й брати Його, та через народ не могли доступитись до Нього. І сповістили Йому: Твоя мати й брати Твої он стоять осторонь, і бажають побачити Тебе. А Він відповів і промовив до них: Моя мати й брати Мої це ті, хто слухає Боже Слово, і виконує! |

|  | Тоді привели до Нього німого сліпця, що був біснуватий, і Він уздоровив його, так що німий став говорити та бачити. І дивувались усі люди й казали: Чи ж не Син це Давидів? Фарисеї ж, почувши, сказали: Він демонів не виганяє інакше, тільки як Вельзевулом, князем демонів. А Він знав думки їхні, і промовив до них: Кожне царство, поділене супроти себе, запустіє. І кожне місто чи дім, поділені супроти себе, не втримаються. І коли сатана сатану виганяє, то ділиться супроти себе; як же втримається царство його? І коли Вельзевулом виганяю Я демонів, то ким виганяють сини ваші? Тому вони стануть вам суддями. А коли ж Духом Божим вигоню Я демонів, то настало для вас Царство Боже. Або як то хто може вдертися в дім дужого, та пограбувати добро його, якщо перше не зв'яже дужого? І аж тоді він господу його пограбує. Хто не зо Мною, той супроти Мене; і хто не збирає зо Мною, той розкидає. Тому то кажу вам: усякий гріх, навіть богозневага, проститься людям, але богозневага на Духа не проститься! І як скаже хто слово на Людського Сина, то йому проститься те; а коли скаже проти Духа Святого, не проститься того йому ані в цім віці, ані в майбутнім! Або виростіть дерево добре, то й плід його добрий, або виростіть дерево зле, то й плід його злий. Пізнається бо дерево з плоду! Роде зміїний! Як ви можете мовити добре, бувши злі? Бо чим серце наповнене, те говорять уста. Добра людина з доброго скарбу добре виносить, а лукава людина зо скарбу лихого виносить лихе. Кажу ж вам, що за кожне слово пусте, яке скажуть люди, дадуть вони відповідь судного дня! Бо зо слів своїх будеш виправданий, і зо слів своїх будеш засуджений. Коли Він іще промовляв до народу, аж ось мати й брати Його осторонь стали, бажаючи з Ним говорити. І сказав хтось Йому: Ото мати Твоя й Твої браття стоять онде осторонь, і говорити з Тобою бажають. А Він відповів тому, хто Йому говорив, і сказав: Хто мати Моя? І хто браття Мої? І, показавши рукою Своєю на учнів Своїх, Він промовив: Ото Моя мати та браття Мої! Бо хто волю Мого Отця, що на небі, чинитиме, той Мені брат, і сестра, і мати! |

### Пояснення
Так Господь підніс гідність Своєї Пречистої Матері, Яка блаженна (щаслива) не тільки тому, що Вона народила Боголюдину, а ще більше блаженна тому, що Вона стала першою і досконалою виконавицею Його Божественної волі.
Він як Син Божий знав, що Його Мати і зараз прийшла до Нього не для того, щоб перешкодити Йому проповідувати Євангеліє Царства Божого, але для того, щоб разом з Ним страждати.
Воістину жорстокий внутрішній біль пронизував Її серце: з любові до Божественного Сина Свого Вона боялася бачити Його страждання; але упокорення волі Божій та любов до грішників, для звільнення яких від вічної смерті приносив Себе Її Син і Бог у жертву визволення, спонукали Її приймати без ремствувань усе, що було визначено наперед Троїчною Радою Божою від створення світу.
Через смуток Своєї Матері Ісус Христос як Син Людський сумував, а як Бог дав Їй силу для перенесення цього важкого випробування. Страждала Мати за улюбленого Сина Свого, оточеного глумом і нечестям, але як Мати Боголюдини бажала Йому сподобитися перенести ці надприродні страждання, і, у всьому поклавшись на Нього, Вона з твердістю чекала тієї години.
Пресвята Богородиця великий подвиг на землі здійснила — подвиг найдосконалішого смирення, який є любов. Вона або говорила слова Божі, або мовчала. «І за життя Сина Вона була в глибокій тіні, — і після вознесіння Його залишилася в непоміченості». Однак, маючи тепер єдину Заступницю в Пресвятій Богородиці, ми знаємо, що життя Її було найкращим з усіх, які тільки були в історії людства. Вона, після успіння Свого, піднесена Богом не тільки вище всіх святих угодників Божих, але й вище усіх сил небесних: «чесніша від херувимів і незрівнянно славніша від серафимів».
Так в особі Пречистої Божої Матері здійснені непорушні слова Господа: «Шукайте ж спершу Царства Божого і правди його, і все це додасться вам»

#### Хто називався в Євангелії Братами Ісуса Христа
«Брати і сестри» Господа, часто згадується в Євангелії. Але це зовсім не означає, що вони були рідними братами і сестрами Господа в нашому теперішньому розумінні. За звичаєм східних народів того часу «братами» називаються не тільки рідні брати, але й двоюрідні та троюрідні, і взагалі близькі родичі.
У Господа рідних братів не могло бути, через те що Мати Божа мала єдиного Сина, Господа Ісуса Христа й іменується Святою Церквою Приснодівою, бо Вона до народження Христового була Дівою, і в різдві, і після різдва (народження) Христового залишилася такою, бо Вона дала обітницю (обіцянку) Богу ніколи не брати шлюбу. Святий Йосиф був начебто Її чоловіком, та насправді він був лише обручником — охоронцем Її дівоцтва. Отже, «братами і сестрами» Господа за плоттю можуть доводитися Йому брати двоюрідні чи троюрідні, і то лише по жіночій лінії, тобто по лінії Його Пречистої Матері; адже кровних (за плоттю) зв'язків по чоловічій лінії ні з ким Спаситель мати не може, бо у Нього не було батька за плоттю. В самому Євангелії не дається ніяких пояснень, в яких родинних зв'язках перебувають «брати Ісуса», хоча деякі з них навіть згадуються за іменами: Яків, Іосія, Симон та Юда. Багато писалося про «братів Господніх», пропонувалося багато теорій і гіпотез, але всі вони мали в собі суперечності і неточності.
Якщо «брати» Господа є в буквальному розумінні дійсними родичами за плоттю, то в такому разі вони можуть бути троюрідними братами Спасителя: апостол Матвій називає їхньою матір'ю Марію Яковову (вона ж і Клеопова), яка, кажуть дослідники, була двоюрідною сестрою Пресвятої Діви Марії. Апостол Іоан так і називає її «сестрою Матері Його».
Але ці «брати» Господа можуть бути і «зведеними», братами по лінії мнимого батька Йосифа Обручника, тобто вони могли бути синами святого Йосифа від його першого шлюбу (тобто від справжнього шлюбу, який передував зарученню його з Пресвятою Дівою Марією). В цьому нема нічого дивного, так, наприклад, апостол Матфей родовід Спасителя веде по лінії Йосифа Обручника, згідно з єврейськими законами. На це також можуть вказувати і слова юдеїв, сказані про Спасителя: «Звідки у Нього премудрість ця і сили? Чи Він не Син теслі? Чи не Його Мати зветься Марією і брати Його Яків та Іосія, і Симон, і Юда (Фадей)? І сестри Його чи не всі між нами? Звідки ж у нього це все?». «Тоді брати Його сказали Йому: вийди звідси (з Галілеї, з дому Свого) і піди до Юдеї, щоб і ученики Твої бачили діла, які Ти твориш». Відомо також, що вказівка на те, що «брати» Господа є діти Йосифа від його першого шлюбу — найдавніше передання.
Це давнє передання не викликало б ніяких заперечень, якби ап. Матфей не згадав, що матір'ю Якова та Іосії була Марія, яку ап. Іоан називає Марією Клеоповою, сестрою Матері Його; тому деякі дослідники доходять висновку, що «брати» Господа були Йому троюрідними братами за плоттю.Православна Церква не відкидає наведене вище давнє передання.
У «Житіях Святих» (Четьї Мінеї) на 26 грудня говориться, що Йосиф Обручник був сином Якова. Яків же був сином Матфата. Але Яків був одруженим, за законом діверства, з дружиною свого брата Іллі, який помер бездітним. Закон діверства приписував, що коли хтось помре, не маючи дітей, то нехай брат його одружиться з його жінкою і «відновить сім'я (потомство) братові своєму». За цим законом Йосиф був сином Іллі, хоча насправді він був сином Якова. Ось чому св. євангеліст Лука, викладаючи родовід Христа, називав батьком Йосифа Іллю, кажучи про Христа так: «Ісус, починаючи своє служіння, був років тридцяти, і був, як думали, Син Йосифів, Іліїв, Матфатів…».
Церковне передання вказує, що св. Йосиф мав дружину і дітей. Так, Никифор, давній грецький історик, йдучи за св. Іполітом, передає, що св. Йосиф одружився із Саломією; та не думай (додає він), що це та Саломія, яка знаходилась у Вифлеємі і була нареченою бабкою Господа; це була інша Саломія. Бо та була родичка Єлизавети і Пресвятої Богородиці, а це була дочка Аггея, брата Захарії, батька Предтечі. Аггей і Захарія були синами священика Варахії. У шлюбі зі Саломією, дочкою Аггея, святий Йосиф породив чотирьох синів: Якова, Симона, Юду, Іосію і двох дочок, Есфір і Фомар, чи, як кажуть інші, Марфу; а синаксар Неділі мироносиць додає ще й третю дочку, на ім'я Саломія, одружену із Зеведеєм. А Георгій Кедрін, згадавши двох дочок Йосифа, говорить, що одна з них, Марія, була видана заміж за Клеопу, брата Йосифа, вже після повернення Йосифа з Єгипту; але та Марія, як здається, та сама особа, що й Марфа і Фомар. Яка б вона не була дочка, і скільки б у Йосифа не було дочок, — у всякому разі безсумнівно те, що Йосиф був одруженим і мав синів та дочок.
Після смерті дружини своєї Саломії Йосиф тривалий час жив удівцем, проводячи дні свої у чистоті.
У Свяирму Євангелії його святе і непорочне життя засвідчено такими, хоч і стислими, але дуже схвальними словами: «Йосиф же, чоловік Її, будучи праведником…». І що може бути переконливіше за таке свідчення? Він був настільки праведний, що своєю святістю перевершив інших праведних праотців і патріархів. Бо хто був гідний стати обручником і начебто чоловіком Пречистої Діви, Матері Божої? І кому дана була така честь — зробитися нареченим батьком Христовим? Воістину він був гідний такої честі і такого служіння, завдяки досконалим чеснотам у житті своїм. Коли він був уже в похилому віці, років вісімдесяти, заручена була з ним Пречиста Діва Марія, яка була дана йому для збереження Її Дівства. І він з усіляким благоговінням і страхом служив Їй, як Матері Божій, і як своїй і всього світу Господині і Владичиці (впевнившись у цім від ангела, який явився йому уві сні), також і народженому Нею Богонемовляті, здобуваючи Їм їжу своєю працею. Помер св. Йосиф, маючи сто десять років.